# (127689) Doncapone
(127689) Doncapone est un astéroïde de la ceinture principale.

## Description
(127689) Doncapone est un astéroïde de la ceinture principale. Il fut découvert le 5 mars 2003 à Collepardo par Ugo Tagliaferri et Franco Mallia. Il présente une orbite caractérisée par un demi-grand axe de 2,29 UA, une excentricité de 0,15 et une inclinaison de 7,1° par rapport à l'écliptique.

## Compléments